# سوسنوفکا (شهرستان مچتلینسکی، باشقیرستان)
سوسنوفکا (انگلیسی: Sosnovka, Mechetlinsky District, Republic of Bashkortostan) یک شهرک در شهرستان مچتلینسکی استان باشقیرستان کشور روسیه است.